# Bordada

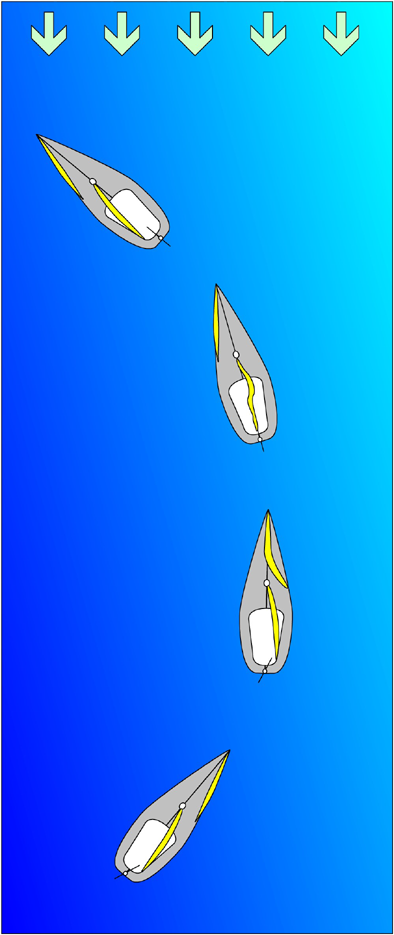
Las diversas fases de una bordada.

La bordada, dentro de las tácticas de navegación de bolina, es el camino recorrido por un velero sin cambiar (de un modo significativo) la orientación de las vergas o la posición de las escotas. Más concretamente, la bordada es el camino recorrido por el barco comprendido entre un virada y la siguiente.
Por ejemplo, si el barco está en el curso de una bordada con el viento llegándole por la amura de babor y vira, acabará en una bordada con el viento entrándole por la amura de estribor. Mirando la imagen de la derecha se puede comprender mejor la explicación (la flecha blanca indica la dirección del viento).
En la práctica, para los veleros tradicionales, en la ceñida, las velas pueden llegar a formar un ángulo de 45° respecto al viento (viento real, no aparente que es más pequeño), y el rumbo de bordada se mantiene el tiempo necesario antes de empezar una nueva bordada. Algunos veleros de competición pueden llegar a un ángulo más pequeño, pero, normalmente a expensas de la velocidad del barco dentro del agua. Los barcos a rotor pueden llegar a un ángulo de ceñida mucho más cerca del viento (de 20° a 30°).
La maniobra opuesta es la trasluchada (también conocida como virada por popa o virada en redondo).